# 郭藥師
郭藥師，渤海鐵州人。遼末金初時的燕京將領，遼被滅時降宋，之後出卖宋再降金，並協助金南侵。

## 仕於遼國
遼末招募遼東人為兵，號「怨軍」，以郭藥師為渠帥。斡魯古攻顯州，敗藥師于城下。耶律淳自立後，改「怨軍」為「常勝軍」，提拔藥師諸衞上將軍。耶律淳死後，其妻蕭妃稱制，郭藥師以涿州和易州歸宋。郭藥師以六千宋兵突然到达燕京，甄五臣以五千人奪迎春門。蕭妃令閉城門與宋兵巷戰，郭藥師大敗，丢掉了马徒步逃跑，越城逃脱，仍獲宋人厚賞，后又作为功臣接受宋徽宗接见，说愿意以死效劳。

## 張覺被殺
金太宗天會元年（1123年），宋燕山府宣撫使王安中為金朝所逼，殺以平州歸降的泰寧軍節度使、遼朝遺臣張覺。当时北宋对待原遼地人民的政策非常不妥。張覺被杀时，在燕京的原遼降將及常勝軍皆哭，郭藥師作为其中一员，就说过：「若來索藥師當奈何？！」从此以后，这些降將降卒和北宋就不再是同心协力了。

## 降金侵宋
天會三年（1125年）八月，完顏宗望以張覺事变为由奏请攻宋。十月，金首次出兵伐宋。镇守燕京的郭藥師，和完顏宗望一战而败后即投降，獲金太宗任為燕京留守，給金牌，賜姓完顏氏。
之後郭藥師成为灭宋先导，隨完顏宗望伐宋，由於郭藥師盡知宋朝虛實、能測宋朝情形，使完顏宗望得以孤軍深入，駐兵汴城下，約質納幣，割地全勝而還，而郭藥師即是其中的關鍵。儘管郭藥師在第一次圍城之役充當嚮導，立下大功，但完顏宗望很不信任他。
回軍燕山後，完顏宗望問常勝軍各級將佐數十人道：「天祚（遼末帝）待汝如何？」郭答：「天祚待我等厚。」又問：「趙皇（宋徽宗）如何？」郭答：「趙皇待我等尤厚。」完顏宗望忽然發怒，說：「天祚待汝厚，汝反天祚；趙皇待汝厚，汝反趙皇；我無金帛與汝等，汝定亦反我。」遂下令金兵至松亭關肅清常勝軍，僅留下郭藥師一人，雖其名為燕京留守，但實係拘留，後來貶死邊塞。
完顏亮即位後，詔令各賜姓者皆復本姓，故藥師子郭安國仍姓郭氏。

## 评价
- 金史/卷82：「郭藥師者，遼之餘孽，宋之厲階，金之功臣也。以一臣之身而為三國之禍福，如是其不侔也。魏公叔痤勸其君殺衛鞅，豈無所見歟！」

### 資料來源
1. ↑  《金史·太宗本纪》：『十月甲辰，詔諸將伐宋。以諳班勃極烈杲兼領都元帥，移賚勃極烈宗翰兼左副元帥先鋒，經略使完顏希尹為元帥右監軍，左金吾上將軍耶律余睹為元帥右都臨，自西京入太原。六部路軍帥撻懶為六部路都統，斜也副之，宗望為南京路都統，闍母副之，知樞密院事劉彥宗兼領漢軍都統，自南京入燕山。』
2. ↑  s:三朝北盟會編/卷046